# Bataille de Bamber Bridge

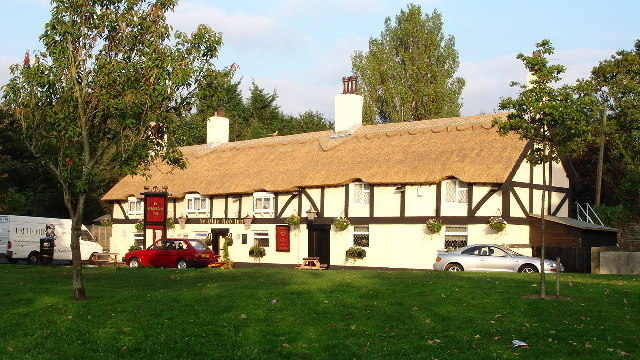
Le Ye Olde Hob Inn où les violences ont commencé.

La bataille de Bamber Bridge est une flambée de violence raciale entre des militaires américains noirs et blancs stationnés dans le village britannique de Bamber Bridge, dans le Lancashire, en juin 1943.
L'incident, qui s'est produit quelques jours après l'émeute raciale de Detroit en 1943 (en), a commencé lorsque la police militaire — des blancs — a tenté d'arrêter plusieurs soldats afro-américains du 1511e régiment de camions du corps de l'intendance de l'armée de terre — ségrégé racialement — au pub Ye Olde Hob Inn de Bamber Bridge.
Après l'arrivée de plus de policiers militaires armés de mitrailleuses, les soldats noirs se sont armés de fusils issus de l'arsenal de leur base. Les deux groupes ont échangé des tirs toute la nuit. Un soldat a été tué et plusieurs autres blessés. Bien qu'une cour martiale ait condamné 32 soldats afro-américains pour mutinerie et crimes connexes, le manque de commandement et les attitudes racistes parmi les policiers militaires ont été blâmés comme cause des violences.